# Sicophion pleuralis
Sicophion pleuralis är en stekelart som beskrevs av Ian D. Gauld 1979. Sicophion pleuralis ingår i släktet Sicophion och familjen brokparasitsteklar. Inga underarter finns listade i Catalogue of Life.